# Ett fall för Dalziel & Pascoe
Ett fall för Dalziel & Pascoe är en brittisk TV-serie från 1996 till 2007 baserad på Reginald Hills böcker.
Dalziel och Pascoe arbetar i en stad i Yorkshire. Dalziel är den äldre och bufflige men skicklige polisen med lång erfarenhet, Pascoe är den yngre och mer moderna polisen. Dalziel har gjort en traditionell poliskarriär medan Pascoe förutom polisskola även har universitetsexamen.

## Rollista (urval)
- Andy Dalziel - Warren Clarke
- Peter Pascoe - Colin Buchanan
- Edgar Wield - David Royle
- Ellie Pascoe - Susannah Corbett